# موسیقی عربی خلیج فارس
موسیقی عربی خلیج فارس یا موسیقی عربی خلیجی (عربی: الموسیقی الخلیجیة به معنای موسیقی خلیج (فارس)) گونه‌ای موسیقی نوین در سرزمین بحرین و نجد (نگاه کنید به کشورهای عربی خلیج فارس) است که در سراسر جهان عرب دوستدارانی دارد. ویژگی این موسیقی استفاده سنگین از عود و سازهای زهی دیگر مانند ویولن است و گهگاه نی‌انبان و سازهای کوبه ای مانند میرواس، طبله، و دف و درام نیز در آن استفاده می‌شود. موسیقی خلیجی دارای آخشیج‌هایی از موسیقی آفریقایی، هندی و ایرانی است که با سبک‌های بومی عربستان مانند سامری، لیوا و ساوت همپوشانی دارد. کویت در نیمه دوم سده ۲۰ سبک خلیجی را به گونه نوین خود پی‌ریزی کرد و خلیجی خیلی زود به مانند قاهره و بیروت در موسیقی پاپ عربی، به کانون اصلی صحنه موسیقی تبدیل شد. کویتی‌ها، علاوه بر سعودی‌ها، همچنین از جمله نخستین هنرمندان و آهنگسازان ضبط کننده تجاری در منطقه خلیج فارس بودند و صحنه خلیجی همچنان زیر سلطه هنرمندان و آهنگسازان سعودی، کویتی و بحرینی قرار دارد.

## خوانندگان برجسته خلیجی

### کشورهای خلیج فارس

#### بحرین
- گروه سلطانیز (که با فارسی و اچمی و عربی اواز خوندن)
- فرقة الکواکب البحرینیة (که با فارسی و اچمی و عربی اواز خوندن)
- فرقة شارکس البحرينية (که با فارسی و عربی اواز خوندن)
- فرقة الغرباء البحرينية (که با فارسی و عربی اواز خوندن)
- فرقة الدانة البحرينية (گروهی از خانواده جناحی - که با فارسی و عربی اواز خوندن)
- فرقة السلام البحرینیة (که با فارسی و عربی اواز خوندن)
- علی بحر
- احمد الجومیری
- گروه آلخوا
- علی بهار
- هلا آل ترک
- عقب
- حسین فیصل
- خالد الشیخ
- سلمان زیمان

#### کویت
- عباس البدری
- عبدالله الروایش
- عبدالطیف الکووییت
- عبدالکریم عبدالکادر
- عبدالله آلفودالله
- عبدالعزیز آلثوییحی
- عبدالمحسن الموهانا
- عبدالقادر حدود
- عبدالرحمن الهورایبی
- احمد الهورائبی
- عایشه المارتا
- عالیه حسین
- عواد سالم
- عوض دوخی
- باسم الرادان
- بشار الشاطی
- بشار سلطان
- دافی
- فتات سلطان
- فتوما
- فواز آلمرزوق
- قرید الشاطی
- گروه گیتارا
- حمد المانه
- هومود ناصر
- حسین جاسم
- خالد بن حسین
- لیلا عبدالعزیز
- محمود الکوییتی
- میامی باند
- مرام
- محمد آلبلوشی
- محمد آلمیسباه
- مصطفی احمد
- Motref Almotref
- نبیل شعیل
- نوال الکویت
- اودا آلموهانا
- ملکه جی
- رباب
- ربیعا مرزوق
- رهاف گیتارا
- صالح الحورایبی
- صالح و داوود الکوویت
- سانا آلخاراز
- شادی الخلیج
- شمایل
- شمس
- سلیمان آلگاسار
- سلیمان المولا
- طارق الخورایف
- یحیی احمد
- یوسف آل عمانی
- یوسف آلموترف

#### عمان
- سلیم رشید سوری

#### قطر
- فهد الکبیسی
- سعد آل فهاد

#### عربستان سعودی
- آبادی الجوهر
- عباس ابراهیم
- عبدالمجید عبدالله
- اصیل ابوبکر
- آسیل عمران
- Ayed (موسیقیدان خلیجی)
- دالیا مبارک
- Etab
- ابتیسام لطفی
- اسماعیل مبارک
- خالد عبدالرحمن
- محمد عبده
- قوسی (نوازنده)
- ربه ساگر
- رامی عبدالله
- راشد الماجد
- سحاب (خواننده)
- طلال مداح
- طلال سلاما

#### امارات متحده عربی
- فرقة الحبایب الاماراتیة (که با فارسی و عربی اواز خوندن)
- فرقة الكواكب الاماراتية (که با فارسی و عربی اواز خوندن)
- فرقة الجوهرة الاماراتیة (که با فارسی و عربی اواز خوندن)
- احلام
- احمد الملا
- احمد ابراهیم
- عیدا ال منهالی
- حسین الجاسمی
- مهاد حمد
- رویدا al ماهروقی
- سامار
- شاما حمدان

### دیگر کشورهای عربی

#### الجزایر
- فاولا

#### اردن
- دیانا کارازون
- عمر العبدالله

#### عراق
- عادل المختار
- حسام کامل
- مجید المهندس
- اسامه الحمدانی
- رحمه ریاض
- سیف نبیل
- ولید الشامی

#### مصر
- احمد الاساوی
- آنغهام
- کارمن سلیمان
- خالد سلیم

#### لبنان
- اسی ال هلانی
- دیانا حداد
- دینا هایک
- جولیا بوتروس
- مادلین ماتار
- میریام فارس
- نوال الزغبی

#### لیبی
- ایمن آلاتار

#### مراکش
- اسما لامناور
- دونیا باتما
- جامیلا
- مونا عمارشا
- مراد ال گزانای
- راجائی بلمیله
- سلما راشد
- شاتا حسون
- تاریک برداد
- یونس الربات

#### سوریه
- اصاله نصری
- جورج وسوف

#### تونس
- لطیفه
- اومایما طالب
- شایما هلالی
- تکرا
- یوسرا ماهنوش

#### یمن
- ابوبکر سالم بلفکیه
- احمد فتحی
- آروی (خواننده)
- بلقیس احمد فتحی
- فouاد عبدالوهد

### کشورهای دیگر

#### فرانسه
- فاودل
- نجیم

#### انگلستان
- یوسف اسلام